# Širokolisna korenka
Širokolisna korenka (Megacollybia platyphylla) gljiva je koja pripada rodu Megacollybia za koji se do nedavno smatran kao monotipski, a vrsta Megacollybia platyphylla kao tipska vrsta. Od 2007. je opisano još nekoliko vrsta koje pripadaju ovom rodu. Širokolisna korenjača je saprob, koji raste uglavnom u starim listopadnim šumama tokom proleća, leta i jeseni. Često raste u linijama ili krugovima. Retko se sreće u četinarskim šumama. Predstavlja nativnu evropsku vrstu.

## Opis plodnog tela
Klobuk je prečnika do 15 cm, kod mladih primeraka zaobljen, kasnije raširen, radijalno vlaknast, rascepan i naboran. Sivosmeđe boje.
Listići su razmaknuti, duboki, mekani i beličasti.
Drška je 13×3 cm, šuplja, svetlije boje od klobuka, u osnovi je deblja i produžava se u dugačke bele, tanke rizoide kojima su plodna tela povezana.
Meso je belo, vlaknasto bez izraženog mirisa i ukusa.

## Mikroskopija
Spore su eliptične, amiloidne, glatke. Veličine 7−8×6−7 um. Otisak spora je bele boje.

## Jestivost
Ne predstavlja jestivu vrstu, može da prouzorkuje stomačne tegobe.

## Galerija
- Collybia-platyphylla
- Megacollybia platyphylla
- Megacollybia platyphylla

## Spoljašnje veze
- http://www.indexfungorum.org/Names/NamesRecord.asp?RecordID=317427
- http://www.speciesfungorum.org/GSD/GSDspecies.asp?RecordID=317427
- http://www.first-nature.com/fungi/megacollybia-platyphylla.php
- http://www.mushroomexpert.com/megacollybia.html